# ناحیه کامینگ، میشیگان
ناحیه کامینگ (به انگلیسی: Cumming Township) یک منطقهٔ مسکونی در ایالات متحده آمریکا است که در شهرستان اوگماو واقع شده‌است.
 ناحیه کامینگ  ۶۹۸ نفر جمعیت دارد و ۲۶۹ متر بالاتر از سطح دریا واقع شده‌است.